# Матвеево-Курганский район
Матве́ево-Курга́нский райо́н — административно-территориальная единица (район) и муниципальное образование (муниципальный район) Ростовской области России. 
Административный центр — посёлок Матвеев Курган.

## География
Район расположен на западе Ростовской области и граничит на севере с Куйбышевским районом и Донецкой областью Украины, на востоке — с Родионово-Несветайским и Неклиновским районами, на юге — с Неклиновским районом и на западе — с районами Донецкой области (Украина).
Общая площадь землепользования — 170,7 тыс. га, в том числе: пашня — 127,4 тыс. га; пастбища — 20,0 тыс. га; многолетние насаждения — 1,4 тыс. га; леса, лесополосы и кустарники — 6,5 тыс. га.
Основные реки — Миус, Крынка, Мокрый Еланчик и Сухой Еланчик.

## История
История района насчитывает более двух столетий и восходит к 1780 году, когда войсковым атаманом Иловайским был основан Матвеев Курган.
В качестве административной единицы район образован в 1923 году. Территория района в 1920—1924 гг. входила в состав Донецкой губернии УССР. В 1924 году возвращен в состав юго-востока России. В 1929 году укрупнен за счет присоединения территорий Голодаевского и Федоровского районов. До 1933 года территория района входила в состав Таганрогского округа, который был включён в состав Донского округа Северо-Кавказского края в 1929 году, с 1933 до сентября 1937 года — в состав Азово-Черноморского края, с сентября 1937 года район находится в составе Ростовской области. В 1959 году к району присоединена территория бывшего Анастасиевского района, а в 1963 году — бывшего Куйбышевского и часть Родионово-Несветайского районов. В 1973 году от него отошли сельсоветы ко вновь образованному Куйбышевскому району.
В годы Великой Отечественной войны с 1941 по 1943 год по территории Матвеево-Курганского района проходила линия Миус-фронта. За освобождение Матвеево-Курганского района погибло около 30 тысяч человек. Более восьми тысяч матвеевокурганцев награждены орденами и медалями за боевые заслуги в годы войны.
В районе имеется 65 памятников Трудовой и Боевой Славы.

## Население
| 2002    | 2009    | 2010    | 2011    | 2012    | 2013    | 2014    | 2015    | 2016    |
| ------- | ------- | ------- | ------- | ------- | ------- | ------- | ------- | ------- |
| 45 604  | ↘41 976 | ↗43 446 | ↘43 417 | ↘42 749 | ↘42 251 | ↘41 808 | ↘41 691 | ↘41 483 |
| 2017    | 2018    | 2019    | 2020    | 2021    |         |         |         |         |
| ↘41 169 | ↘40 582 | ↘40 037 | ↘39 632 | ↗41 158 |         |         |         |         |

Национальный состав
По итогам переписи населения 2020 года проживали следующие национальности (национальности менее 0,1 % и другое см. в сноске к строке «Другие»):
| Национальность | Численность, чел. | Доля     |
| -------------- | ----------------- | -------- |
| Русские        | 38 246            | 93,71 %  |
| Армяне         | 1033              | 2,53 %   |
| Цыгане         | 341               | 0,84 %   |
| Украинцы       | 312               | 0,76 %   |
| Азербайджанцы  | 134               | 0,33 %   |
| Корейцы        | 133               | 0,33 %   |
| Удины          | 92                | 0,23 %   |
| Другие         | 520               | 1,27 %   |
| Итого          | 40 811            | 100,00 % |

## Административно-муниципальное устройство
В Матвеево-Курганском районе 80 населённых пунктов в составе восемь сельских поселений:
| № | Сельские поселения                     | Административный центр   | Количество населённых пунктов | Население | Площадь, км2 |
| - | -------------------------------------- | ------------------------ | ----------------------------- | --------- | ------------ |
| 1 | Алексеевское сельское поселение        | село Алексеевка          | 10                            | ↗3938     | 147,11       |
| 2 | Анастасиевское сельское поселение      | село Анастасиевка        | 4                             | ↗2547     | 197,37       |
| 3 | Большекирсановское сельское поселение  | хутор Большая Кирсановка | 7                             | ↘1819     | 149,24       |
| 4 | Екатериновское сельское поселение      | село Екатериновка        | 14                            | ↗2320     | 206,95       |
| 5 | Малокирсановское сельское поселение    | село Малокирсановка      | 13                            | ↘3777     | 260,80       |
| 6 | Матвеево-Курганское сельское поселение | посёлок Матвеев Курган   | 12                            | ↘17 192   | 308,17       |
| 7 | Новониколаевское сельское поселение    | село Новониколаевка      | 13                            | ↗2547     | 153,63       |
| 8 | Ряженское сельское поселение           | село Ряженое             | 7                             | ↘5372     | 284,21       |

| №  | Населённый пункт    | Тип                             | Население | Муниципальное образование              |
| -- | ------------------- | ------------------------------- | --------- | -------------------------------------- |
| 1  | Авило-Успенка       | село                            | 912       | Новониколаевское сельское поселение    |
| 2  | Авило-Фёдоровка     | хутор                           | 152       | Алексеевское сельское поселение        |
| 3  | Александровка       | село                            | 759       | Алексеевское сельское поселение        |
| 4  | Алексеевка          | село                            | 954       | Алексеевское сельское поселение        |
| 5  | Анастасиевка        | село                            | 1475      | Анастасиевское сельское поселение      |
| 6  | Балка               | хутор                           | 151       | Новониколаевское сельское поселение    |
| 7  | Большая Кирсановка  | хутор                           | 894       | Большекирсановское сельское поселение  |
| 8  | Вареник             | хутор                           | 82        | Екатериновское сельское поселение      |
| 9  | Верхнеширокинский   | хутор                           | 44        | Новониколаевское сельское поселение    |
| 10 | Вишнянский          | хутор                           | 17        | Новониколаевское сельское поселение    |
| 11 | Выселки             | хутор                           | 33        | Екатериновское сельское поселение      |
| 12 | Гвардейский         | посёлок                         | 253       | Алексеевское сельское поселение        |
| 13 | Греково-Тимофеевка  | село                            | 794       | Малокирсановское сельское поселение    |
| 14 | Григорьевка         | село                            | 595       | Екатериновское сельское поселение      |
| 15 | Грунтовский         | хутор                           | 1         | Ряженское сельское поселение           |
| 16 | Дараганов           | хутор                           | ↘75       | Матвеево-Курганское сельское поселение |
| 17 | Демидовка           | хутор                           | 141       | Алексеевское сельское поселение        |
| 18 | Денисовка           | хутор                           | 214       | Ряженское сельское поселение           |
| 19 | Деркачева           | хутор                           | 96        | Екатериновское сельское поселение      |
| 20 | Духов               | хутор                           | 3         | Малокирсановское сельское поселение    |
| 21 | Екатериновка        | село                            | 846       | Екатериновское сельское поселение      |
| 22 | Ефремовский         | хутор                           | 6         | Малокирсановское сельское поселение    |
| 23 | Закадычное          | разъезд                         | 145       | Новониколаевское сельское поселение    |
| 24 | Иваново-Ясиновка    | хутор                           | 119       | Большекирсановское сельское поселение  |
| 25 | Каменно-Андрианово  | село                            | 695       | Ряженское сельское поселение           |
| 26 | Камышевка           | село                            | ↗195      | Матвеево-Курганское сельское поселение |
| 27 | Кислицкий           | хутор                           | 23        | Малокирсановское сельское поселение    |
| 28 | Ковыльный           | хутор                           | 33        | Екатериновское сельское поселение      |
| 29 | Колесников          | хутор                           | 8         | Екатериновское сельское поселение      |
| 30 | Колесниково         | хутор                           | ↗619      | Матвеево-Курганское сельское поселение |
| 31 | Красная Горка       | хутор                           | 185       | Малокирсановское сельское поселение    |
| 32 | Краснодаровский     | хутор                           | 139       | Екатериновское сельское поселение      |
| 33 | Красный Бумажник    | посёлок                         | ↗258      | Матвеево-Курганское сельское поселение |
| 34 | Криничный           | хутор                           | 75        | Большекирсановское сельское поселение  |
| 35 | Крынка              | посёлок                         | 420       | Алексеевское сельское поселение        |
| 36 | Кульбаково          | село                            | 792       | Большекирсановское сельское поселение  |
| 37 | Кучеровка           | хутор                           | 2         | Большекирсановское сельское поселение  |
| 38 | Латоново            | село                            | 1397      | Малокирсановское сельское поселение    |
| 39 | Левченко            | хутор                           | 8         | Новониколаевское сельское поселение    |
| 40 | Ленинский           | посёлок                         | 524       | Новониколаевское сельское поселение    |
| 41 | Лесной              | хутор                           | 125       | Малокирсановское сельское поселение    |
| 42 | Малоекатериновка    | хутор                           | 405       | Екатериновское сельское поселение      |
| 43 | Малокирсановка      | село                            | 1339      | Малокирсановское сельское поселение    |
| 44 | Марфинка            | село                            | 1104      | Анастасиевское сельское поселение      |
| 45 | Марьевка            | село                            | ↗624      | Матвеево-Курганское сельское поселение |
| 46 | Матвеев Курган      | посёлок, административный центр | ↘15 489   | Матвеево-Курганское сельское поселение |
| 47 | Надежда             | посёлок                         | 881       | Алексеевское сельское поселение        |
| 48 | Некрасова Балка     | хутор                           | 178       | Ряженское сельское поселение           |
| 49 | Новоалександровский | хутор                           | 64        | Новониколаевское сельское поселение    |
| 50 | Новоандриановка     | село                            | ↗721      | Матвеево-Курганское сельское поселение |
| 51 | Новомарьевка        | хутор                           | 162       | Малокирсановское сельское поселение    |
| 52 | Новониколаевка      | село                            | 652       | Новониколаевское сельское поселение    |
| 53 | Новопавловский      | хутор                           | 112       | Екатериновское сельское поселение      |
| 54 | Новоселовка         | хутор                           | 62        | Екатериновское сельское поселение      |
| 55 | Новоспасовский      | хутор                           | 32        | Екатериновское сельское поселение      |
| 56 | Палий               | хутор                           | 10        | Малокирсановское сельское поселение    |
| 57 | Первомайский        | хутор                           | 32        | Новониколаевское сельское поселение    |
| 58 | Передовой           | хутор                           | 103       | Малокирсановское сельское поселение    |
| 59 | Петровка            | село                            | ↗27       | Матвеево-Курганское сельское поселение |
| 60 | Петрополье          | хутор                           | 189       | Большекирсановское сельское поселение  |
| 61 | Подгорный           | хутор                           | 32        | Большекирсановское сельское поселение  |
| 62 | Подлесный           | посёлок                         | 343       | Алексеевское сельское поселение        |
| 63 | Политотдельское     | село                            | 1022      | Ряженское сельское поселение           |
| 64 | Рождественский      | хутор                           | 34        | Анастасиевское сельское поселение      |
| 65 | Ряженое             | село                            | 2165      | Ряженское сельское поселение           |
| 66 | Рясное              | село                            | 1589      | Ряженское сельское поселение           |
| 67 | Самарский           | хутор                           | 22        | Новониколаевское сельское поселение    |
| 68 | Самойлово           | хутор                           | ↘11       | Матвеево-Курганское сельское поселение |
| 69 | Сарматский          | посёлок                         | 4         | Новониколаевское сельское поселение    |
| 70 | Селезнев            | хутор                           | 192       | Анастасиевское сельское поселение      |
| 71 | Скороход            | хутор                           | 17        | Малокирсановское сельское поселение    |
| 72 | Соколовка           | село                            | ↗53       | Матвеево-Курганское сельское поселение |
| 73 | Староротовка        | хутор                           | ↗1015     | Матвеево-Курганское сельское поселение |
| 74 | Степанов            | хутор                           | 154       | Алексеевское сельское поселение        |
| 75 | Сухореченский       | посёлок                         | ↗396      | Матвеево-Курганское сельское поселение |
| 76 | Терновый            | хутор                           | 16        | Новониколаевское сельское поселение    |
| 77 | Трудо-Пономаревка   | хутор                           | 40        | Малокирсановское сельское поселение    |
| 78 | Харьковский         | хутор                           | 16        | Екатериновское сельское поселение      |
| 79 | Шапошниково         | село                            | 195       | Алексеевское сельское поселение        |
| 80 | Шрамко              | хутор                           | 27        | Екатериновское сельское поселение      |

## Экономика
Специализация района — сельское хозяйство: производство зерна, мясомолочной продукции, семян подсолнечника. В районе расположен племенной завод ООО «Вера» по разведению крупного рогатого скота бурой Швицкой породы. 
В районе работают 6 промышленных предприятий. Наибольший объём продукции выпускают предприятия, специализирующиеся на производстве пищевых продуктов. Основные виды выпускаемой продукции — цельномолочная продукция, масло сливочное, безалкогольные напитки, кондитерские изделия, хлебобулочные изделия, мясо с субпродуктами 1-й категории, колбасные изделия.
В районе ежегодно вводится более 7 тыс. м² жилья. Газифицированы все центральные усадьбы района. Возможность подключения жилья к газопроводам имеют 97 % жителей и большинство ею уже воспользовались.
На территории района расположены два элеватора. Общая их единовременная вместимость составляет 57700 тонн, вместимость складского хозяйства 106500 тонн.
Розничная сеть района насчитывает 431 торговое предприятие, 70 предприятий общественного питания, рынок «Центральный» на 335 торговых мест, торговый центр «Южный». На территории района работает Матвеево-Курганское районное потребительское общество с торговой сетью во всех населенных пунктах, неоднократно занимающее ведущие места в Центросоюзе России
Транспорт, туризм и гостиничное хозяйство
Матвеево-Курганский район отличает развитая транспортная инфраструктура. На территории района находятся:
- 2 крупные железнодорожные станции (Матвеев-Курган и Успенская)
- 2 автомобильные дороги республиканского значения «Ростов-на-Дону—Донецк (Украина)», «Ростов-на-Дону—Криничный Луг», общей протяженностью 82,6 км
- областные магистрали «Самбек — Матвеев Курган — Куйбышево — Снежное (до границы Украины)» и «Матвеев Курган — Авило-Успенка (до границы Украины)».
- Кроме того, в районе расположено 137,3 км автодорог районного значения и 47,3 км сельских дорог.
- Ближайшие к Матвееву Кургану аэропорт и морской порт расположены в Таганроге на расстоянии 45 км. Расстояние до речного порта Ростова-на-Дону — 90 км.
- По территории района проходит трасса магистрального нефтепровода — «Лисичанск — Тихорецк»(1982г). Трубопроводный транспорт является для района транзитным, но удовлетворяет и местные потребности.

Район инвестиционно привлекателен для организации следующих видов туризма:
- отдых выходного дня
- любительский и спортивный лов
- любительская и спортивная охота

Также возможно развитие следующих видов туризма:
- Познавательный, экскурсионный (по территории района с 1941 по 1942 год проходил Миус-фронт, а также на его землях расположен природный геологический памятник национального значения — обнажения пород среднего Миоцена, возрастом 15 миллионов лет)
- Водный (сплавы на байдарках и плотах по реке Миус)
- Горный (дельтапланеризм)
- Сельский (возможность организации производства экологически чистых продуктов питания и активного отдыха для состоятельных жителей Таганрога и Ростова-на-Дону)
- Лесной (наличие на территории района трехсотлетних лесонасаждений — Алексеевского и Большекирсановского лесов)

Гостиницы:
- 1. п. Матвеев Курган, ул. Московская, д. 105, кафе «Корона», тел. 8(86341) 20011;
- 2. с. Рясное, ул. Комбайностроителей, д.6, кафе «День и ночь», тел. 8(86341) 33972.

Средства массовой информации
Печатные издания:
- МУП "Редакция газеты «Родник»
- Газета «Деловой Миус»
- Цветной православный детский журнал «Свечечка»

Электронные СМИ:
- Телекомпания «Примиусье»
- Радио «Дача» 103,9 FM
- «Радио Слово» (православное радио) 107,0 FM
- «FM на Дону»

## Социальная сфера
Медицинские услуги оказывают: центральная районная больница на 220 коек, участковая больница на 10 коек, 7 врачебных амбулаторий, 23 ФАПа. Открыта водогрязелечебница, оснащенная современным бальнеологическим оборудованием. Образование: 1 филиал колледжа, ПТУ, учебно-курсовой комбинат, 23 общеобразовательные школы, 1 детская спортивная школа, 25 детсадов.
В районе имеется 30 клубных учреждений, 24 библиотеки, школа искусств, краеведческий музей, 67 памятников (мемориалов, обелисков, мраморных плит), из которых 49 посвящены подвигу советского народа во время Великой Отечественной войны.
Район располагает разветвленной телефонной связью и АТС ёмкостью 4800 номеров.
В одном из живописных мест реки Миус, в Алексеевском лесу, расположен муниципальный оздоровительной лагерь «Орлёнок».

## Достопримечательности
- Матвеево-Курганский районный краеведческий музей[22].
- Памятник Якорь находится в 5 км от поселка Матвеев Курган на Волковой горе Матвеево-Курганского района. Памятник был открыт в 1973 году в честь моряков 3-го гвардейского стрелкового корпуса. Его высота составляет 27 метров. В марте 1942 года на Волковой горе Матвеево-Курганского района  шли  бои за Таганрог. Волкову гору обороняли эсэсовцы мотодивизии "Викинг". На постаменте памятника сделана надпись: "Проявив отвагу и героизм, моряки захватили этот опорный узел фашистов"[23].
- Мемориал воинам Великой Отечественной войны в с. Алексеевское.
- Памятник воинам Великой Отечественной войны «Прорыв».

Объекты культурного наследия  регионального значения
- Здание железнодорожного вокзала в селе  Матвеев Курган.
- Бюст Главного маршала авиации, дважды Героя Советского Союза, Павла Степановича КУТАХОВА в селе Мало-Кирсановка, его уроженца.

Памятники археологии Матвеево-Курганского района
Всего на учете в Матвеево-Курганском районе находится 350 памятников археологии, в том числе:
- Курганная группа "Пухляков" (6 курганов).
- Курган "Бондаренко I".
- Курганная группа "Горький" (5 курганов).
- Курганная группа "Птичий" (5 курганов).
- Курганная группа "Шрамко I" (4 кургана).
- Курганная группа«Марьевка II»(2 кургана).

## Русская православная церковь
- Свято-Покровская православная церковь в селе  Анастасиевка.
- Никольская церковь в селе Греково-Тимофеевка.
- Церковь Георгия Победоносца в селе Ряженое.
- Церковь Алексия, человека Божия в селе Алексеевка.
- Церковь Рождества Пресвятой Богородицы в селе Новониколаевка.
- Церковь великомученицы Екатерины в селе Екатериновка.
- Церковь Успения Пресвятой Богородицы в селе Григорьевка.